# (121514) 1999 UJ7
(121514) 1999 UJ7とは、火星L4トロヤ群に属する小惑星である。1999年10月30日にLINEARによって発見された。
1999 UJ7は、2012年現在唯一知られているL4トロヤ群小惑星である。即ち、火星からみれば火星に先行して公転しているように見える。火星トロヤ群小惑星自体も4個しか発見されておらず、3番目に小惑星番号が振られた小惑星である。
1999 UJ7の公転周期は約687.5日であり、火星の公転周期より0.73%長い。